# 松本幸夫
松本 幸夫（まつもと ゆきお、1944年 -）は、日本の数学者。主に幾何学的トポロジーや低次元トポロジーの分野の研究を行った。東京大学の数学教授を務めていた。
1973年に東京大学でPh.Dを取得した。指導教官は田村一郎。
1984年に日本数学会の彌永賞を受賞した。

## 著書

### 単著
- Matsumoto, Yukio (2001). An Introduction to Morse Theory. Translations of Mathematical Monographs. ISBN 978-0821810224

### 共著
- Kojima, Sadayoshi; Matsumoto, Yukio; Saito, Kyōji; Seppälä, Mika (1995). Topology and Teichmüller spaces. World Scientific Publishing. doi:10.1142/3122